# Mount Gungin
Mount Gungin är ett berg i Australien. Det ligger i regionen Kalamunda och delstaten Western Australia, omkring 26 kilometer öster om delstatshuvudstaden Perth. Toppen på Mount Gungin är 399 meter över havet, eller 146 meter över den omgivande terrängen. Bredden vid basen är 10,4 km.
Runt Mount Gungin är det ganska tätbefolkat, med 160 invånare per kvadratkilometer.. Närmaste större samhälle är Thornlie, omkring 18 kilometer sydväst om Mount Gungin.
I omgivningarna runt Mount Gungin växer huvudsakligen savannskog. Genomsnittlig årsnederbörd är 951 millimeter. Den regnigaste månaden är september, med i genomsnitt 168 mm nederbörd, och den torraste är februari, med 12 mm nederbörd.